# Cryothenia amphitreta
Cryothenia amphitreta är en fiskart som beskrevs av Cziko och Cheng 2006. Cryothenia amphitreta ingår i släktet Cryothenia och familjen Nototheniidae. Inga underarter finns listade i Catalogue of Life.